# 柴田和宏
柴田 和宏（しばた かずひろ、1986年8月22日 - ）は、日本の元ラグビー選手。

## プロフィール
- 徳島県つるぎ町出身。
- 現役時代のポジションはプロップ(PR)。
- 身長 186cm、体重 110kg
- ニックネームはばっきゃん。
- ジュニア・ジャパンに選ばれたことがある[1]

## 略歴
高校1年生からラグビーを始めた。
2005年、貞光工業高校卒業後、日本体育大学に入学する。
2008年、日本体育大学ラグビー部の主将に就任した。
2009年、日本体育大学卒業後、リコーブラックラムズ(現・リコーブラックラムズ東京)に加入。
2010年10月23日に行われたジャパンラグビートップリーグ第7節の豊田自動織機シャトルズ戦に途中出場で公式戦初出場を果たす。
2023年、現役を引退した。